# Miss France 2004
Miss France 2004 est la 74e élection de Miss France. Elle se tient le 13 décembre 2003 au Centre international de Deauville, en Normandie. La cérémonie est diffusée en direct sur TF1 et est présentée pour la 9e année consécutive par Jean-Pierre Foucault.
Lætitia Bléger, Miss Alsace 2003 remporte le titre et succède à Corinne Coman, Miss France 2003.

## Classement final
| Résultats        | Candidates | Concours internationaux               |
| ---------------- | --- | ------------------------------------- |
| Miss France 2004 | - Miss Alsace – Lætitia Bléger | Non classée lors de Miss Univers 2004 |
| 1re dauphine     | - Miss Bourgogne – Lucie Degletagne | Top 15 à Miss International 2004      |
| 2e dauphine      | - Miss Flandre – Aurélie Tuil |                                       |
| 3e dauphine      | - Miss Artois-Hainaut - Lætitia Marciniak | Non classée lors de Miss Monde 2004   |
| 4e dauphine      | - Miss Tahiti – Heitiare Tribondeau |                                       |
| Top 12           | - Miss Camargue-Cévennes – Laure Mazon (5e dauphine) - Miss Paris – Julie-Chloé Mougeolle (6e dauphine) - Miss Berry – Anne-Sophie Masson - Miss Martinique – Flora Renault - Miss Guadeloupe – Daïana Mary - Miss Bretagne – Nathalie Economides - Miss Pays du Velay – Pauline Abeillon |                                       |

### Prix attribués
| Prix                                  | Candidates                               |
| ------------------------------------- | ---------------------------------------- |
| Prix de la Beauté noire               | Miss Guyane - Méïda Bourgeois            |
| Prix de la Culture Louis de Fontenay  | Miss Lorraine - Marielle Masson          |
| Prix du Charme Pétillant Raoul Collet | Miss Charentes - Gaëlle Coz              |
| Prix des Mannequins                   | Miss Maine - Melgie Vadier               |
| Prix de la Sympathie                  | Miss Wallis-et-Futuna - Leonella Tuulaki |

## Ordre d'annonce des finalistes
| 1. Miss Alsace 2. Miss Artois-Hainaut 3. Miss Berry 4. Miss Bourgogne 5. Miss Bretagne 6. Miss Camargue-Cévennes 7. Miss Flandre 8. Miss Guadeloupe 9. Miss Martinique 10. Miss Paris 11. Miss Pays du Velay 12. Miss Tahiti | 1. Miss Alsace 2. Miss Artois-Hainaut 3. Miss Bourgogne 4. Miss Flandre 5. Miss Tahiti |

## Préparation
Le voyage de préparation a lieu en Tunisie,.
L'élection se tient au Centre international de Deauville (renommé depuis 2014 CID Anne d'Ornano), en Normandie,. C'est la deuxième fois que la ville accueille l'élection, après celle de Miss France 1998.

## Déroulement
Les candidates ouvrent la cérémonie en tenues régionales. Après l'accueil de Jean-Pierre Foucault, les miss sont ensuite présentées par ordre alphabétique, de Miss Albigeois-Midi-Toulousain à Miss Wallis-et-Futuna. Durant les présentations, des pauses sont faites pour présenter le jury. Elles défilent dans un second temps toutes ensemble en robe puis en maillot de bain. Les 12 demi-finalistes sont annoncées par Jean-Pierre Foucault et Corinne Coman. Elles défilent en robe et sont ensuite interviewées au micro de Jean-Pierre Foucault, après quoi a lieu un deuxième défilé en maillot de bain.
Le top 5 est annoncé. Les cinq finalistes défilent en robe de soirée, puis sont à nouveau interviewées par Jean-Pierre Foucault, avant le couronnement.
Les candidats de la Star Academy 3, dont la demi-finale a eu lieu la veille de l'élection, se produisent sur scène, de même que Patricia Kaas, Garou, Lara Fabian et Jean-Félix Lalanne.

## Jury
| Membre                          | Notes                             |
| ------------------------------- | --------------------------------- |
| Roger Hanin (président du jury) | Réalisateur, acteur               |
| Michel Leeb                     | Humoriste, acteur et chanteur     |
| Lara Fabian                     | Auteure, compositrice, interprète |
| Nikos Aliagas                   | Journaliste, animateur et acteur  |
| Garou                           | Chanteur                          |
| Arthur                          | Animateur                         |
| Patricia Kaas                   | Chanteuse                         |
| Anthony Kavanagh                | Humoriste, chanteur, acteur       |
| Élodie Gossuin                  | Miss France et Miss Europe 2001   |
| Mareva Georges                  | Miss France 1991                  |

## Candidates
| Région                         | Nom                   | Élue à                 | Résidence                |
| ------------------------------ | --------------------- | ---------------------- | ------------------------ |
| Miss Albigeois Midi-Toulousain | Stéphanie Baldacchino | Lisle-sur-Tarn         | Toulouse                 |
| Miss Alsace                    | Laetitia Bléger       | Blotzheim              | Saint-Hippolyte          |
| Miss Anjou                     | Audrey Gasnier        | Cholet                 | Varennes-sur-Loire       |
| Miss Artois-Hainaut            | Laetitia Marciniak    | Liévin                 | Hénin-Beaumont           |
| Miss Auvergne                  | Sonia Souid           | Cébazat                | Clermont-Ferrand         |
| Miss Berry                     | Anne-Sophie Masson    | Déols                  |                          |
| Miss Bigorre-Béarn             | Marianne Laher        | Tarbes                 | Tarbes                   |
| Miss Bourgogne                 | Lucie Degletagne      | Chalon-sur-Saône       | Romanèche-Thorins        |
| Miss Bretagne                  | Nathalie Economides   | Damgan                 | Guidel                   |
| Miss Calédonie                 | Mélody Gaspard        | Nouméa                 | Nouméa                   |
| Miss Camargue-Cévennes         | Laure Mazon           | Alès                   |                          |
| Miss Champagne-Ardenne         | Estelle Deheurle      | Saint-Dizier           |                          |
| Miss Charentes                 | Gaëlle Coz            | Soubise                | Saintes                  |
| Miss Comminges-Pyrénées        | Aurélie Savard        | Saint-Gaudens          | Saint-Gaudens            |
| Miss Corse                     | Saveria Poli          | Porticcio              | Eccica-Suarella          |
| Miss Côte d'Azur               | Anaïs Moretti         | Grasse                 | Grasse                   |
| Miss Flandre                   | Aurélie Tuil          | Roubaix                |                          |
| Miss Franche-Comté             | Élodie Serreau        | Morvillars             |                          |
| Miss Grand Lyon                | Stéphanie Augris      | Écully                 | Lyon                     |
| Miss Guadeloupe                | Daïana Mary           | Saint-François         | Saint-François           |
| Miss Guyane                    | Méïda Bourgeois       | Matoury                | Cayenne                  |
| Miss Guyenne-Aquitaine         | Nathalie Labbé        | La Réole               | Marmande                 |
| Miss Île-de-France             | Ingrid Graziani       | Bourron-Marlotte       | Coulommiers              |
| Miss Languedoc-Roussillon      | Stéphanie Gamba       | Carnon                 |                          |
| Miss Loire-Forez               | Sophie Blanchard      | Saint-Étienne          | Saint-Étienne            |
| Miss Lorraine                  | Marielle Masson       | Bar-le-Duc             |                          |
| Miss Maine                     | Melgie Vadier         | Le Mans                | Mulsanne                 |
| Miss Marche-Limousin           | Émilie Girodias       | Saint-Martin-Terressus |                          |
| Miss Martinique                | Flora Renault         | Fort-de-France         | Fort-de-France           |
| Miss Mayotte                   | Natacha Achirafi      | Mamoudzou              | Mamoudzou                |
| Miss Normandie                 | Isabelle Mouchel      | Forges-les-Eaux        | Varenguebec              |
| Miss Orléanais                 | Angélique Dombard     | Montargis              |                          |
| Miss Paris                     | Julie-Chloé Mougeolle | Paris                  | Paris                    |
| Miss Pays de l'Ain             | Aurélie Julien        | Bourg-en-Bresse        | Châtillon-sur-Chalaronne |
| Miss Pays de Savoie            | Clémentine Fitaire    | Sevrier                |                          |
| Miss Pays du Velay             | Pauline Abeillon      | Monistrol-sur-Loire    | Brives-Charensac         |
| Miss Périgord                  | Jennifer Leloup       | Bergerac               |                          |
| Miss Picardie                  | Natacha Duboeuf       | Saint-Quentin          | Tergnier                 |
| Miss Poitou                    | Julie Trèves          | Châtellerault          | Brem-sur-Mer             |
| Miss Provence                  | Émilie Ladsous        | Aix-en-Provence        |                          |
| Miss Quercy-Rouergue           | Nathalie Forcade      | Cahors                 | Lunan                    |
| Miss Réunion                   | Gelsie Robert         | Saint-Denis            | Sainte-Marie             |
| Miss Rhône-Alpes               | Audrey Vignon         | Oullins                | Amplepuis                |
| Miss Tahiti                    | Heitiare Tribondeau   | Papeete                | Moorea-Maiao             |
| Miss Touraine                  | Audrey Michaud        | Montlouis-sur-Loire    |                          |
| Miss Wallis-et-Futuna          | Léonella Tuulaki      | Mata Utu               |                          |

## Classement
| Miss                   | Public | Jury | Total |
| ---------------------- | ------ | ---- | ----- |
| Miss Bourgogne         | 4      | 12   | 16    |
| Miss Alsace            | 5      | 8    | 13,5  |
| Miss Artois-Hainaut    | 2      | 11   | 13    |
| Miss Flandre           | 6      | 7    | 13    |
| Miss Tahiti            | 5,5    | 6    | 11,5  |
| Miss Camargue-Cévennes | 1      | 10   | 11    |
| Miss Paris             | 1,5    | 9    | 10,5  |
| Miss Berry             | 3      | 5    | 8     |
| Miss Martinique        | 2,5    | 3    | 5,5   |
| Miss Guadeloupe        | 3,5    | 2    | 5,5   |
| Miss Bretagne          | 4,5    | 1    | 5,5   |
| Miss Pays du Velay     | 0,5    | 4    | 4,5   |

| Miss                | Public | Jury | Total |
| ------------------- | ------ | ---- | ----- |
| Miss Alsace         | 5,5    | 11   | 16,5  |
| Miss Bourgogne      | 4      | 12   | 16    |
| Miss Flandre        | 6      | 10   | 16    |
| Miss Artois-Hainaut | 4,5    | 9    | 13,5  |
| Miss Tahiti         | 5      | 8    | 13    |

## Observations